# Сповідь англійського пожирача опіуму
«Сповідь англійського пожирача опіуму» — автобіографічний нарис англійського письменника Томаса де Квінсі, в якому розповідається про його лавданову (настоянка опію на спирті) залежність і її вплив на його життя. «Сповідь» стала першою серйозною працею де Квінсі і дуже швидко заробила йому світової слави.
Уперше анонімно опублікована у вересні та жовтні 1821 року в журналі «The London Magazine», як окрема книга «Сповідь» вийшла 1822, а відтак 1856 року, доповненим де Квінсі виданням.

## Український переклад
Український переклад «Сповіді англійського пожирача опіуму» де Квінсі опубліковано видавництвом Komubook у квітні 2017 року. Перекладач — Гєник Бєляков.